# 昌洒镇
昌洒镇是中华人民共和国海南省文昌市下辖的一个镇。

## 行政区划
昌洒镇下辖以下村级行政区划单位：
昌洒墟社区、昌发村、昌华村、昌茂村、昌洒村、昌新村、昌兴村、东群村、更新村、庆龄村、凤元村、宝堆村和联成村。

## 知名建筑
- 宋氏祖居（宋庆龄故居）：位于古路园村，1985年修复，并在宋庆龄基金会和海内外友好人士的支持下相继兴建成宋庆龄陈列馆、宋庆龄植物园。在祖居北边还立有高达3.2米的宋庆龄汉白玉雕像。